# Партеніон
Партеніон , Партен (лат. Parthenion) — городище на місці античного міста, яке згадував в периплі Арріан та Стефан Візантійський, розташоване в найбільш вузькому місці Боспору (Керченської протоки). На протилежному боці протоки, за Страбоном, було місто Ахіллеон. Партен(іон) знаходився на відстані 40 стадій від Мирмекіон, а Мирмек(іон) на відстані 20 стадій від Пантикапею.

## План античного міста
З 1953 досліджувалося Е. Кастанашем. Партеніон виник ймовірно в кін. VI — на початку V в. до н. е. Місто цього часу було зруйноване, а на його місці в III в. до н. е. було збудоване нове місто. Нове місто було збудоване за єдиним планом, його стіни були орієнтовані на всі сторони світу. Це нове місто було оточене оборонним муром, зведеним одночасно з будівлями. Біля вежі в західній стіні були ворота. Інші міські ворота знаходилися в центрі північної стіни, шириною до метрів. Ці ворота були закладені в II в. до н. е. Основу плану міста складали вулиці, які перетиналися під прямим кутом. Ширина вулиць була 1,50 до 1,75 м. Поздовжня вулиця була вимощена втрамбованою в глину черепицею, а по її узбіччі йшов вимощений бутовим каменем тротуар. Типовий будинок того часу складався з 2-3 приміщень і вимощеного подвір'я прямокутних за планом. Площа подвір'я складала 20-30 м кв., а житлових приміщень 15-20 м кв. Деякі приміщення мали площу 35 кв. м., а подвір'я — 50 м кв. Будинки були перекриті боспорською та сінопською черепицею. Вихід з будинку на вулицю йшов через подвір'я.

## Ресурси Інтернету
- Розкопки [Архівовано 8 квітня 2014 у Wayback Machine.]